# Bisdom Luebo
Het bisdom Luebo (Latijn: Dioecesis Lueboensis) is een rooms-katholiek bisdom in Congo-Kinshasa met als zetel Luebo (kathedraal Sint-Jan-de-Doper). Het is een suffragaan bisdom van het aartsbisdom Kananga en werd opgericht in 1959. 
Het bisdom werd in 1959 afgesplitst van het apostolisch vicariaat Luluaburg, eerst als apostolisch vicariaat en in november 1959 werd het verheven tot bisdom. De eerste bisschop was Joseph Ngogi Nkongolo . 
In 2016 telde het bisdom 21 parochies. Het bisdom heeft een oppervlakte van 32.000 km2 en telde in 2016 2.181.000 inwoners waarvan 60,5% rooms-katholiek was. 

## Bisschoppen
- Joseph Ngogi Nkongolo (1959-1966)
- François Kabangu wa Mutela (1967-1987)
- Emery Kabongo Kanundowi (1987-2003)
- Pierre-Célestin Tshitoko Mamba (2006- )